# Готические ворота (Стрельна)
Готические ворота — памятник архитектуры. Расположен в Стрельне рядом с домом привратника на Санкт-Петербургском шоссе. Вели на территорию возведённой в 1830-е годы усадьбы графа Алексея Орлова, проект дворца и пейзажного парка вокруг него спроектировал П. С. Садовников.
Пилоны ворот прямоугольные в плане, сложены из тосненской плиты, их прорезают стрельчатые арки, оборудованные калитками проходы. По углам пилонов стоят восьмигранные столбики, завершённые выше парапета пинаклями. Калитки и створы ворот сделаны из чугуна.